# Jasem Yaqoub Al-Besara
Jasem Yaqoub Al-Besara   (Al-Kuwait, 25 d'octubre de 1953) és un exfutbolista kuwaitià de les dècades de 1970 i 1980.
Fou internacional amb la selecció de futbol de Kuwait amb la qual participà a la Copa del Món de futbol de 1982.
Pel que fa a clubs, destacà a Al-Qadisiya SC.